# Agència Boliviana d'Informació
L'Agència Boliviana d'Informació (ABI) és una agència de notícies de l'Estat Plurinacional de Bolívia. La seva seu principal es troba a La Paz i disposa de corresponsalies a Cochabamba, Santa Cruz de la Sierra, Tarija, Oruro, Sucre i Trinidad.
L'ABI va iniciar les transmissions el 6 de febrer de 1996, a través del sistema de xarxa telemàtica de l'agència Jatha, amb l'enviament de correus electrònics i faxos a diaris, ràdios i canals de televisió. El 1998 va estrenar-se a internet amb el seu propi lloc web.
El 12 de gener del 2021, l'ABI va rellançar la seva imatge corporativa generant canvis no només a nivell gràfic i estètic, sinó també en l'aspecte funcional amb la posada en marxa d'un nou portal web que va prioritzar la modernització del servei informatiu i la generació de continguts multimèdia.